# Parallelia
Parallelia é um gênero de traça pertencente à família Arctiidae.